# Vlado Goreski
Vlado Goreski (* 21. dubna 1958 Bitola) je makedonský a slovinsky grafik, scénograf a návrhář divadelních plakátů.

## Život
Studoval dějiny umění na univerzitě v jugoslávském Skopje, kde promoval v roce 1981. Studoval také v Mezinárodním grafickém centru v Lublani ve Slovinsku, kde promoval v roce 1985.
Od roku 1994 je uměleckým ředitelem Mezinárodního grafického trienále v Bitole.

## Dílo
Je autorem více než dvaceti samostatných výstav a asi 150 skupinových výstav v zahraničí, například ve Slovinsku, Chorvatsku, Francii, Anglii, Itálii, Mexiku nebo Polsku.
V letech 1981–2014 získal kolem dvaceti národních a mezinárodních cen.

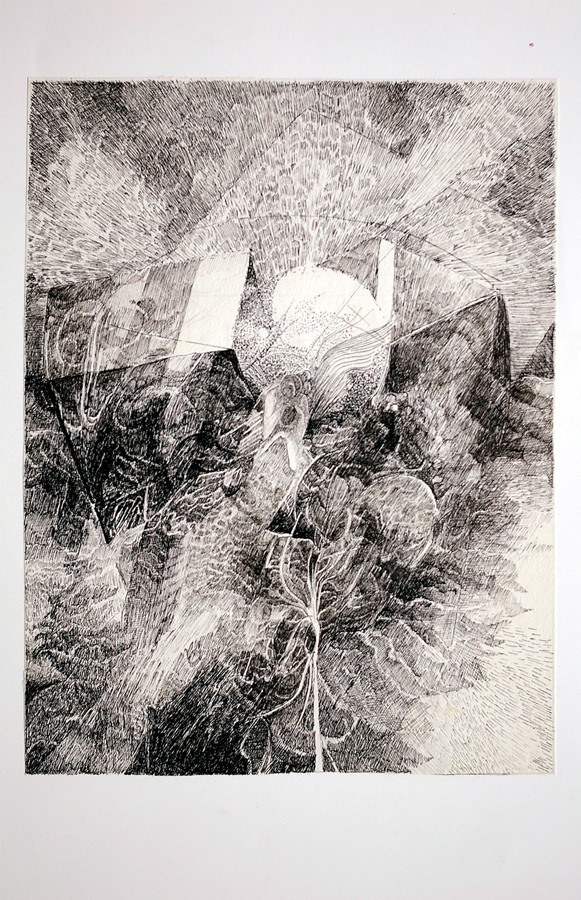
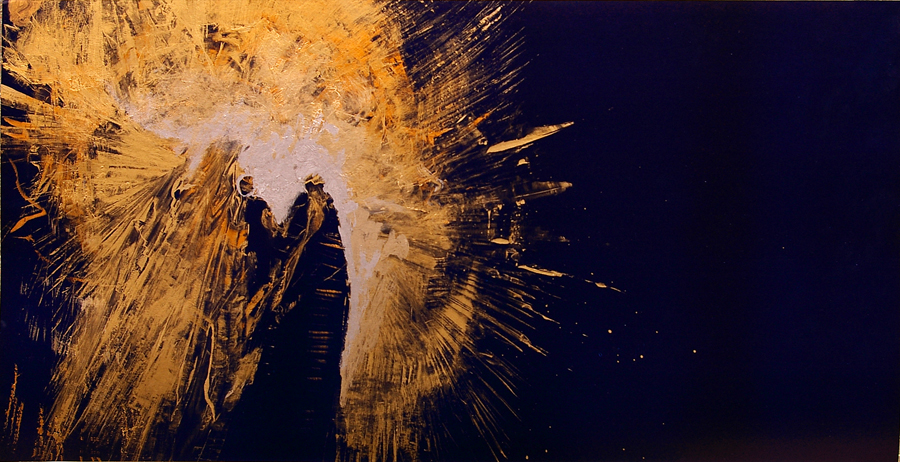
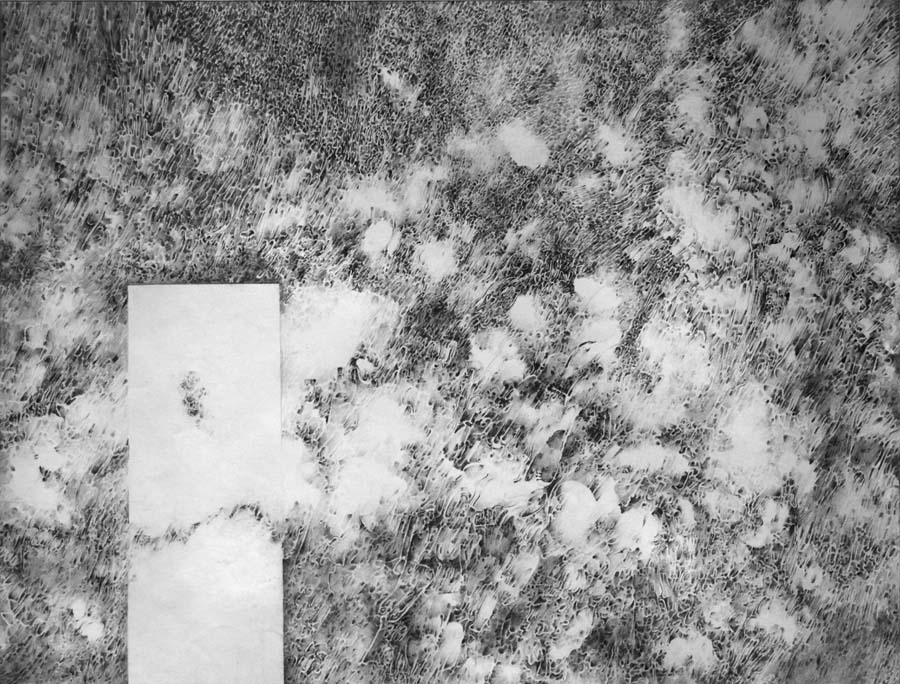

## Publikace
- Vlado Goreski, Drypoint I, Galerie Jan SENNY, 2019.[17]
- Vlado Goreski, Nocturne, variationer, Galerie Van Gis, 2018.[18]
- Vlado Goreski, Cathedral – 2.[19]
- Vlado Goreski, Drypoint I, 2019.[17]